# Afromelanichneumon capicola
Afromelanichneumon capicola är en stekelart som beskrevs av Heinrich 1967. Afromelanichneumon capicola ingår i släktet Afromelanichneumon och familjen brokparasitsteklar. Inga underarter finns listade i Catalogue of Life.